# Nouveau hammam de Debar
Le Nouveau hammam (en macédonien Нови амам) est un ancien hammam de Debar, ville de l'ouest de la République de Macédoine. Il se trouve dans le vieux bazar, un quartier commercial datant de l'époque ottomane. Des magasins prennent d'ailleurs appui sur son mur sud. 
La date précise de construction du hammam est inconnue, mais ses décors baroques et son plan suggèrent la première moitié du XVIIIe siècle. Une partie de l'ensemble (la salle à la fontaine), date du XIXe. Le hammam est resté en activité jusqu'en 1992, une date très tardive par rapport aux autres bains de Macédoine.